# Lijst van voetbalinterlands Algerije - Duitse Democratische Republiek
Deze lijst van voetbalinterlands is een overzicht van alle officiële voetbalwedstrijden tussen de nationale teams van Algerije en de Duitse Democratische Republiek.  De landen hebben vier keer tegen elkaar gespeeld. De eerste wedstrijd was een vriendschappelijke ontmoeting op 28 februari 1974 in Algiers. Het laatste duel, eveneens vriendschappelijk, werd gespeeld in Batna op 13 maart 1985.

## Wedstrijden
| № | Plaats  | Datum            | Competitie        | Wedstrijd                                 | Uitslag |
| - | ------- | ---------------- | ----------------- | ----------------------------------------- | ------- |
| 1 | Algiers | 28 februari 1974 | Vriendschappelijk | Algerije − Duitse Democratische Republiek | 1 − 3   |
| 2 | Cottbus | 21 april 1976    | Vriendschappelijk | Duitse Democratische Republiek − Algerije | 5 − 0   |
| 3 | Aue     | 10 oktober 1984  | Vriendschappelijk | Duitse Democratische Republiek − Algerije | 5 − 2   |
| 4 | Batna   | 13 maart 1985    | Vriendschappelijk | Algerije − Duitse Democratische Republiek | 1 − 1   |

## Samenvatting
| Competitie        | Totaal gespeeld | Winst Algerije | Gelijk | Winst DDR | Doelsaldo Algerije – DDR |
| ----------------- | --------------- | -------------- | ------ | --------- | ------------------------ |
| Vriendschappelijk | 4               | 0              | 1      | 3         | 4 − 14                   |
| Totaal            | 4               | 0              | 1      | 3         | 4 – 14                   |

Wedstrijden bepaald door strafschoppen worden, in lijn met de FIFA, als een gelijkspel gerekend.

## Details

### Eerste ontmoeting
| Vriendschappelijk (Algiers, Algerije, 28 februari 1974): |              | |
| Algerije                                                 | 1 – 3        | Duitse Democratische Republiek |
| Mohammed Griche 62'                                      | goals        | 10' Joachim Streich 16' (pen.) Hans-Bert Matoul 64' Wolfram Löwe |
|                                                          | bondscoach   | Georg Buschner |
|                                                          | opstellingen | Jürgen Croy Bernd Bransch Lothar Kurbjuweit Konrad Weise Siegmar Wätzlich 63' Wolfgang Seguin Reinhard Lauck Hans-Jürgen Dörner Wolfram Löwe 65' Joachim Streich 57' Hans-Bert Matoul |
|                                                          | wissels      | 57' Jürgen Sparwasser 63' Wolfgang Seguin 64' Eberhard Vogel |

### Tweede ontmoeting
| Vriendschappelijk (Cottbus, Duitse Democratische Republiek, 21 april 1976): |              |                  |
| Duitse Democratische Republiek | 5 – 0        | Algerije         |
| Peter Kotte 9' Hans-Jürgen Riediger 12' Gert Heidler 36' Hans-Jürgen Dörner 61' (pen.) Peter Kotte 82'                                                                                               | goals        |                  |
| Georg Buschner | bondscoach   | Rachid Mekhloufi |
| Jürgen Croy 46' Hans-Jürgen Dörner 65' Wilfried Gröbner 46' Rüdiger Schnuphase 46' Lothar Kurbjuweit Reinhard Häfner Reinhard Lauck Gert Heidler Peter Kotte Hans-Jürgen Riediger Eberhard Vogel 46' | opstellingen |                  |
| Hans-Ulrich Grapenthin 46' Joachim Fritsche 46' Hartmut Schade 46' Wolfram Löwe 46' Bernd Bransch 65'                                                                                                | wissels      |                  |

### Derde ontmoeting
| Vriendschappelijk (Aue, Duitse Democratische Republiek, 10 oktober 1984): |              | |
| Duitse Democratische Republiek | 5 – 2        | Algerije |
| Dirk Stahmann 20' Frank Rohde 25' Rainer Ernst 44' Rainer Ernst 70' Joachim Streich 85'                                                                                           | goals        | 85' Lakhdar Belloumi 88' Rachid Mekhloufi |
| Bernd Stange | bondscoach   | Mahieddine Khalef |
| René Müller 46' Hans-Jürgen Dörner Ronald Kreer Dirk Stahmann Uwe Zötzsche 46' Frank Rohde 46' Rainer Ernst Rainer Troppa Wolfgang Steinbach 62' Ralf Minge 72' Michael Glowatzky | opstellingen | Mehdi Cerbah 46' Chaabane Merzekane Mahmoud Guendouz Fodil Megharia Said Meghichi Nasser Bouiche Rabah Madjer Lakhdar Belloumi 79' Tedji Bensaoula Hocine Yahi Djamel Menad |
| Jörg Weißflog 46' Matthias Döschner 46' Hans-Uwe Pilz 46' Andreas Thom 62' Joachim Streich 72'                                                                                    | wissels      | 46' Abdelhamid Sadmi 79' Rachid Mekhloufi |
| | rode kaarten | 69' Fodil Megharia |
| - Debuut van Andreas Thom (BFC Dynamo) voor de DDR. |              | |

### Vierde ontmoeting
| Vriendschappelijk (Batna, Algerije, 13 maart 1985): |              | |
| Algerije | 1 – 1        | Duitse Democratische Republiek |
| Hocine Yahi 50' | goals        | 84' Bernd Schulz |
| Rabah Saâdane | bondscoach   | Bernd Stange |
| Mehdi Cerbah Said Belachia 62' Fodil Megharia Mohamed Chaib Moustapha Boukar Mohamed Kaci-Said Faouzi Benkhalidi Hocine Yahi Saïd Hamimi 69' Rachid Harkouk Djamel Menad | opstellingen | René Müller Hans-Jürgen Dörner Ronald Kreer Frank Rohde Matthias Döschner Jörg Stübner Matthias Liebers Christian Backs 70' Wolfgang Steinbach 46' Rainer Ernst Andreas Thom |
| Abdelkader Tlemçani 62' Said Meghichi 69' | wissels      | 46' Michael Glowatzky 70' Bernd Schulz |